# Pleioplectron cavernae
Pleioplectron cavernae är en insektsart som beskrevs av Frederick Wollaston Hutton 1899. Pleioplectron cavernae ingår i släktet Pleioplectron och familjen grottvårtbitare. Inga underarter finns listade i Catalogue of Life.